# Jorge Sebastián Núñez
Jorge Sebastián Núñez (Rosario, 10 december 1986) is een Argentijns voormalig voetballer die als middenvelder speelde.

## Carrière
Nunez begon zijn carrière in 2005 bij Deportivo Roca en speelde tussen 2005 en 2006 voor Nagoya Grampus Eight en Consadole Sapporo.